# Macuilquila, Tlatlauquitepec
Macuilquila är en ort i Mexiko.   Den ligger i kommunen Tlatlauquitepec och delstaten Puebla, i den sydöstra delen av landet, 180 km öster om huvudstaden Mexico City. Macuilquila ligger 931 meter över havet och antalet invånare är 103.
Terrängen runt Macuilquila är kuperad söderut, men norrut är den bergig. Runt Macuilquila är det ganska tätbefolkat, med 179 invånare per kvadratkilometer. Närmaste större samhälle är Teziutlan, 19,3 km sydost om Macuilquila. I omgivningarna runt Macuilquila växer i huvudsak städsegrön lövskog.